# نيكي وود
نيكي وود (بالإنجليزية: Nicky Wood)‏ (6 يناير 1966 في المملكة المتحدة - ) هو لاعب كرة قدم بريطاني في مركز الهجوم. لعب مع مانشستر يونايتد.

## وصلات خارجية
- نيكي وود على موقع قاعدة بيانات كرة القدم.إي يو (الإنجليزية)